# 리인액트먼트

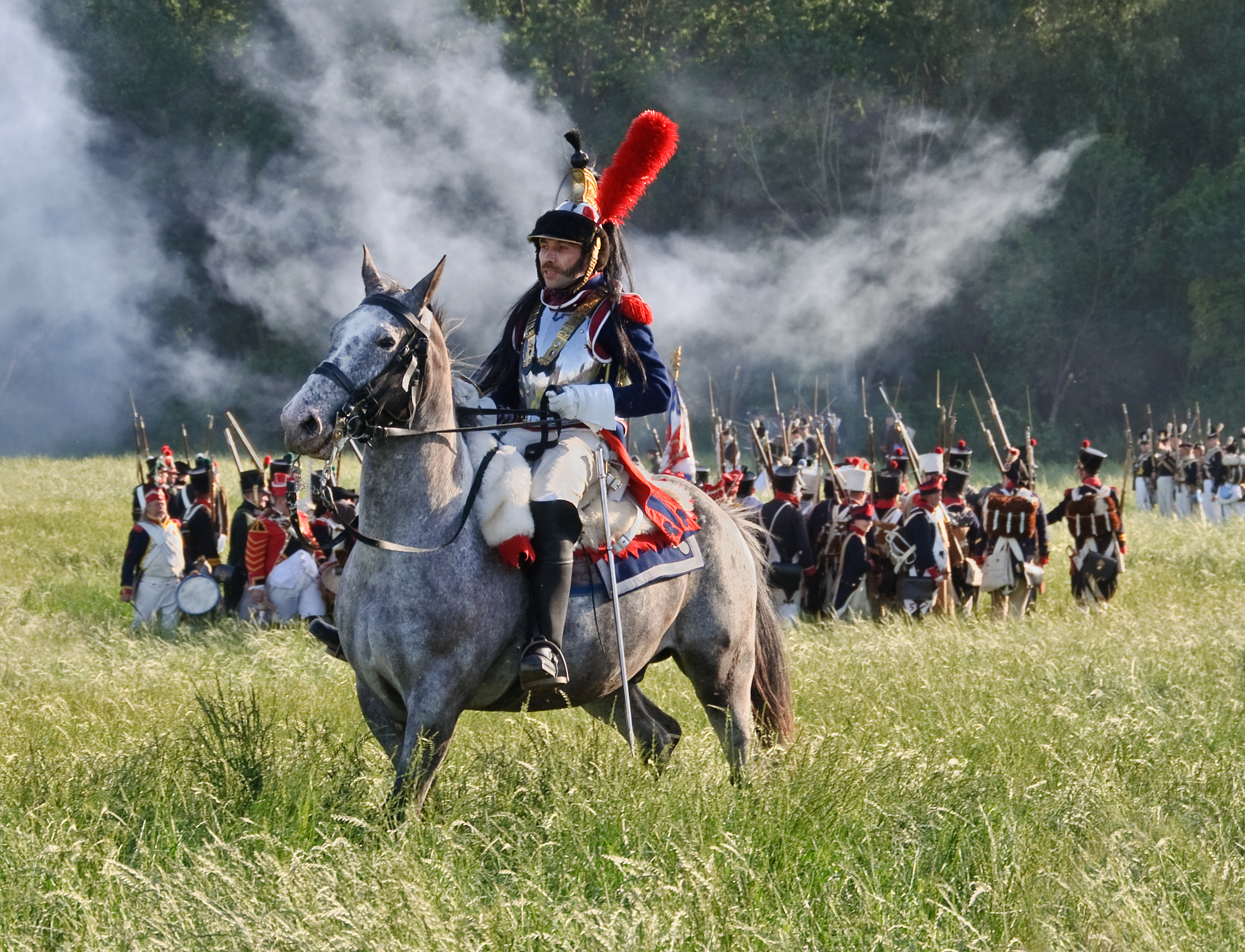
워털루 전투 재현 행사.

역사 재현 또는 히스토리컬 리인액트먼트(영어: historical re-enactment), 줄여서 리인액트먼트는 특정 시대와 사건을 정해 모든 참가자들이 그 시대의 복장과 장비를 갖추고 정해진 역할을 수행하는 것으로, 살아있는 사람들이 수행하는 역할 연기(Roleplaying)이다. 주로 전쟁과 전투를 배경으로 하는 경우가 많으며, 미국 및 유럽에서는 오랜 전통을 가지고 있고, 매년 정기 행사도 있으며 참가하는 사람도 많다.

## 특징
역사 재현은 해당 시대의 고증을 완벽하게 갖춰야 하므로 매우 전문적인 지식이 요구된다. 미국 독립전쟁을 소재로 한다면, 참가자 모두는 해당 시대의 복장과 총기, 칼, 군기를 자비로 마련해야 하며, 고증에 어긋나서는 안되는 것이 원칙이다. 제2차 세계 대전을 소재로 한 행사에서는 복장과 총기뿐만 아니라 심지어 컵이나 식기류도 당시 사용된 것이거나, 똑같이 복원한 레플리카를 이용해야 한다. 이런 행사를 취재하는 기자조차도 당시 종군기자를 재현해야 입장이 가능한 경우도 있다. 입장 시에 행사장 입구 또한 예외가 아니어서 당시 헌병 복장을 갖춘 참가자가 그 시대의 기록사진에 따라 재현한 검문초소를 마련해놓고 참가자들을 맞기도 한다. 때로는 당시 실전에 참전했던 참전 용사가 방문하는 경우도 있는데, 피아를 떠나서 모든 참가자들이 당시의 격식대로 경의를 표하는 모습도 흔히 볼 수 있다.
미국 및 유럽의 리인액트먼트에서 사용되는 총기는 당시 사용된 실총이다. 발사도 가능한 실총이지만 공포탄을 이용한다. 전사 판정은 적군의 총기 화염이 자신의 정면에서 불을 뿜으면 자발적으로 죽으며, 최대한 멋있고 그럴싸하게 죽어야 한다. 모두가 연기하는 것이다. 실총을 사용할 수 있다는 점때문에 이들의 신분은 오히려 깨끗하다고 할 수 있으며, 특히 심판도 없고, 아무도 보지 않아도 자신의 정면에서 적군의 총구 화염이 작렬하면 스스로 멋있게 죽는 모습을 연기해야 한다는 점에서 상당한 예의를 요구하는 것이다.
소총이나 권총 류외에 기관총, 대포, 전차, 각종 군용 차량도 동원된다. 기관총도 사격이 가능한 것이며, 미국의 경우 특별한 면허가 필요하다(연발 소총도 면허를 가져야 하나, 기관총은 그보다 더 엄격한 면허 심사과정을 거쳐야 한다). 미국이나 유럽은 대포나 전차는 실탄 사격 기능을 제거한 것이면 개인 소유가 가능하기 때문에 이런 물건들을 들고 오는 경우가 흔하다. 그냥 일반 트럭이나 SUV에 나무 판자 등으로 겉모습만 그럴싸하게 만든 것도 있지만, 당시 사용된 차량이나 장비이거나 전후에 생산된 버전을 갖고 오는 것이다.

## 의의
대개의 경우 큰 의의는 없다. 그저 매니아들이 즐기는 놀이의 일종이고, 같은 취미와 관심사를 가진 동호인들의 친목 행사에 불과하다. 이런 행사장에서 많은 동호인들은 새로운 정보와 아이템을 교환하거나 수집하기도 하고, 새로운 친구들을 만나기도 하는 것이다.
그러나 일부에서는 이에 대해 나름대로 의의를 부여하기도 하는데, 선조들이 겪은 고생을 간접적으로나마 체험을 함으로써 (특히 전쟁 재현을 통해) 역사의 의미와 조상에 대한 감사의 마음을 다시 느껴보게 한다는 주장이다.

## 이외 분야에서 활약
이들 리인액트먼트 매니아들은 해당 분야에 대한 전문가로서 전문 지식을 갖추고 있기 때문에 특히 전쟁 영화에서 기여도가 높다. 영화 《라이언 일병 구하기》의 독일군 전차, 군인들의 복식, 장비 등은 영국인 리인액트먼트 단체에서 지원하였으며, 영화 《게티스버그》에도 미국 전역에서 몰려온 리인액트먼트들이 자신들이 소유한 총기와 복장(원래 그 당시 상황을 재현한 리인액트먼트 게임용이거나 소장용으로 가지고 있던 것들)을 가지고 영화 제작에 참여하기도 했다(이들은 군인 역으로 참가했고, 평소에 즐기던 게임도 같이 즐긴 셈이었다).

## 대한민국 현황
대한민국에는 소개된 지 얼마안되어 활성화된 것은 아니나 서바이벌 게임을 즐기는 사람들 사이에서 조금씩 시도가 이뤄지고 있다. 주로 제2차 세계 대전과 베트남 전쟁을 소재로 한 행사가 매년 1회 정도 열리고 있으며, 일본에서 매년 7~8월에 개최되는 베트남전 리인액트먼트인 아호칼립스 행사에 파월 한국군을 재현하여 참가하는 수준이다. 아직 명칭도 영어 단어 그대로인 "리인액트먼트"라 부르고 있다.

## 같이 보기
- 라이브 액션 롤플레잉 게임
- 코스프레